# Gerardo Flores
Gerardo „Jerry” Flores Zúñiga (ur. 5 lutego 1986 w Xochitepec) – meksykański piłkarz występujący na pozycji prawego obrońcy, reprezentant Meksyku.

## Kariera klubowa
Flores jest wychowankiem akademii juniorskiej zespołu Club Atlas z siedzibą w Guadalajarze. Profesjonalną karierę piłkarską rozpoczynał jako osiemnastolatek na wypożyczeniu w drugoligowym zespole CD Zacatepec, skąd po upływie pół roku, także na zasadzie wypożyczenia, przeniósł się do innego drugoligowca – Celaya FC, którego barwy również reprezentował jako rezerwowy i bez większych sukcesów przez sześć miesięcy. W późniejszym czasie udał się na wypożyczenie do CF Monterrey, jednak przez początkowe półtora roku pobytu w tej ekipie pojawiał się na boiskach wyłącznie w drugoligowych rezerwach, a do seniorskiej drużyny został włączony w wieku dwudziestu jeden lat przez szkoleniowca Miguela Herrerę. W meksykańskiej Primera División zadebiutował 21 lutego 2007 w zremisowanym 1:1 spotkaniu z Guadalajarą, lecz pełnił głównie rolę rezerwowego i niebawem powrócił do Atlasu. Tam w 2008 roku jako podstawowy zawodnik zajął drugie miejsce w rozgrywkach kwalifikacyjnych do Copa Libertadores – InterLidze, zaś 24 lutego 2008 w zremisowanej 1:1 konfrontacji z Monterrey strzelił premierowego gola w najwyższej klasie rozgrywkowej.
Wiosną 2009 Flores został wypożyczony do klubu Jaguares de Chiapas z siedzibą w Tuxtla Gutiérrez, gdzie spędził bez poważniejszych osiągnięć półtora roku, początkowo jako podstawowy defensor, lecz z biegiem czasu relegowano go do roli rezerwowego. W lipcu 2011 podpisał umowę z zespołem Cruz Azul ze stołecznego miasta Meksyk, w którego barwach szybko został kluczowym punktem linii defensywy i w wiosennym sezonie Clausura 2013 zdobył z nim tytuł wicemistrza kraju oraz puchar Meksyku – Copa MX. Bezpośrednio po tym sukcesie z powodu kontuzji stracił miejsce w składzie na rzecz Rogelio Cháveza, a w 2014 roku triumfował z Cruz Azul w najbardziej prestiżowych rozgrywkach północnoamerykańskiego kontynentu – Lidze Mistrzów CONCACAF. Po powrocie do zdrowia ponownie wywalczył sobie miejsce na prawej obronie i jeszcze w tym samym roku wziął udział w Klubowych Mistrzostwach Świata, podczas których zajął ze swoją ekipą czwarte miejsce. W lipcu 2015 doznał jednak kolejnej poważnej kontuzji kolana, w wyniku której pauzował przez cztery miesiące. Ogółem w barwach Cruz Azul spędził niecałe pięć lat.
W styczniu 2016 Flores przeszedł do zespołu Deportivo Toluca.
| Sezon     | Klub                | Kraj   | Rozgrywki  | Mecze | Bramki |
| --------- | ------------------- | ------ | ---------- | ----- | ------ |
| 2003/2004 | CD Zacatepec        | Meksyk | Ascenso MX | 1     | 0      |
| 2004/2005 | Celaya FC           | Meksyk | Ascenso MX | 1     | 0      |
| 2005/2006 | CF Monterrey 1a     | Meksyk | Ascenso MX | 27    | 2      |
| 2006/2007 | CF Monterrey 1a     | Meksyk | Ascenso MX | 18    | 2      |
| 2006/2007 | CF Monterrey        | Meksyk | Liga MX    | 6     | 0      |
| 2007/2008 | Club Atlas          | Meksyk | Liga MX    | 21    | 1      |
| 2008/2009 | Club Atlas          | Meksyk | Liga MX    | 10    | 0      |
| 2008/2009 | Jaguares de Chiapas | Meksyk | Liga MX    | 16    | 0      |
| 2009/2010 | Jaguares de Chiapas | Meksyk | Liga MX    | 22    | 0      |
| 2010/2011 | Club Atlas          | Meksyk | Liga MX    | 28    | 1      |
| 2011/2012 | Cruz Azul           | Meksyk | Liga MX    | 21    | 2      |
| 2012/2013 | Cruz Azul           | Meksyk | Liga MX    | 40    | 4      |
| 2013/2014 | Cruz Azul           | Meksyk | Liga MX    | 12    | 0      |
| 2014/2015 | Cruz Azul           | Meksyk | Liga MX    | 27    | 3      |
| 2015/2016 | Cruz Azul           | Meksyk | Liga MX    | 6     | 0      |
| 2015/2016 | Deportivo Toluca    | Meksyk | Liga MX    |       |        |

## Kariera reprezentacyjna
W 2003 roku Flores został powołany przez argentyńskiego szkoleniowca Humberto Grondonę do reprezentacji Meksyku U-17 na Mistrzostwa Świata U-17 w Finlandii. Tam był podstawowym zawodnikiem swojej drużyny i wystąpił we wszystkich czterech spotkaniach od pierwszej minuty, zdobywając bramkę w spotkaniu fazy grupowej z Chinami (3:3). Jego kadra odpadła ostatecznie z juniorskiego mundialu w ćwierćfinale, przegrywając w nim z Argentyną (0:2).
W seniorskiej reprezentacji Meksyku Flores zadebiutował za kadencji selekcjonera José Manuela de la Torre, 17 kwietnia 2013 w zremisowanym 0:0 meczu towarzyskim z Peru. Kilka tygodni później w miejsce kontuzjowanego Oribe Peralty znalazł się w składzie na Puchar Konfederacji, gdzie był podstawowym graczem swojej drużyny, rozgrywając dwa z trzech możliwych spotkań, zaś Meksykanie odpadli z rozgrywanego na brazylijskich boiskach turnieju już w fazie grupowej. Dwa lata później został powołany przez Miguela Herrerę do rezerwowego składu reprezentacji na rozgrywany w Chile turniej Copa América. Tam miał niepodważalną pozycję w składzie i rozegrał wszystkie trzy mecze w pełnym wymiarze czasowym, natomiast jego drużyna odpadła z rozgrywek już w fazie grupowej.